# Mănăstirea Învierea Domnului din Wisconsin
Mănăstirea Sfânta Înviere este o comunitate monahală americană de bărbați, fondată în anul 1995 cu binecuvântarea episcopului George Kuzma al Eparhiei bizantino-catolice de Van Nuys. Această comunitate este o mănăstire autonomă (sui juris) în cadrul Eparhiei Române a Sfântului Gheorghe din Canton, Ohio, și se află situată în St. Nazianz, Wisconsin. Ierarhul conducător este episcopul John Michael Botean, iar starețul mănăstirii este arhimandritul Nicholas Zachariadis.
În anul 2005, la cererea călugărilor și cu acordul Sfântului Scaun, mănăstirea a fost transferată Bisericii Catolice Române. În aceeași perioadă, episcopul Ioan Mihail a binecuvântat înființarea canonică a Mănăstirii Sfânta Teofanie, o comunitate monahală de maici.
Atât Mănăstirea Sfânta Înviere, cât și Mănăstirea Sfânta Teofanie sunt angajate în revigorarea vieții monahale creștine orientale tradiționale în cadrul Bisericii Catolice. Aceste comunități urmează regulamentele liturgice și de post tradiționale ale tradiției bizantine, care sunt împărtășite cu majoritatea bisericilor ortodoxe orientale. Ele urmează, de asemenea, gradele tradiționale ale monahismului ortodox răsăritean, ceea ce le oferă o identitate distinctă și o conexiune cu tradiția monastică a Bisericii de Răsărit.
Mănăstirea Sfânta Înviere are în componența sa șapte călugări stavrofori cu voturi solemne, inclusiv starețul, și doi călugări rasofori sau novici. Pe de altă parte, Mănăstirea Sfânta Teofanie este alcătuită din trei monahi stavrofori și un rasofor. Ambele comunități reprezintă un exemplu al vieții monahale creștine orientale în cadrul Bisericii Catolice și joacă un rol important în reînnoirea și conservarea tradițiilor monastice ale Bisericii de Răsărit.

## Gallery

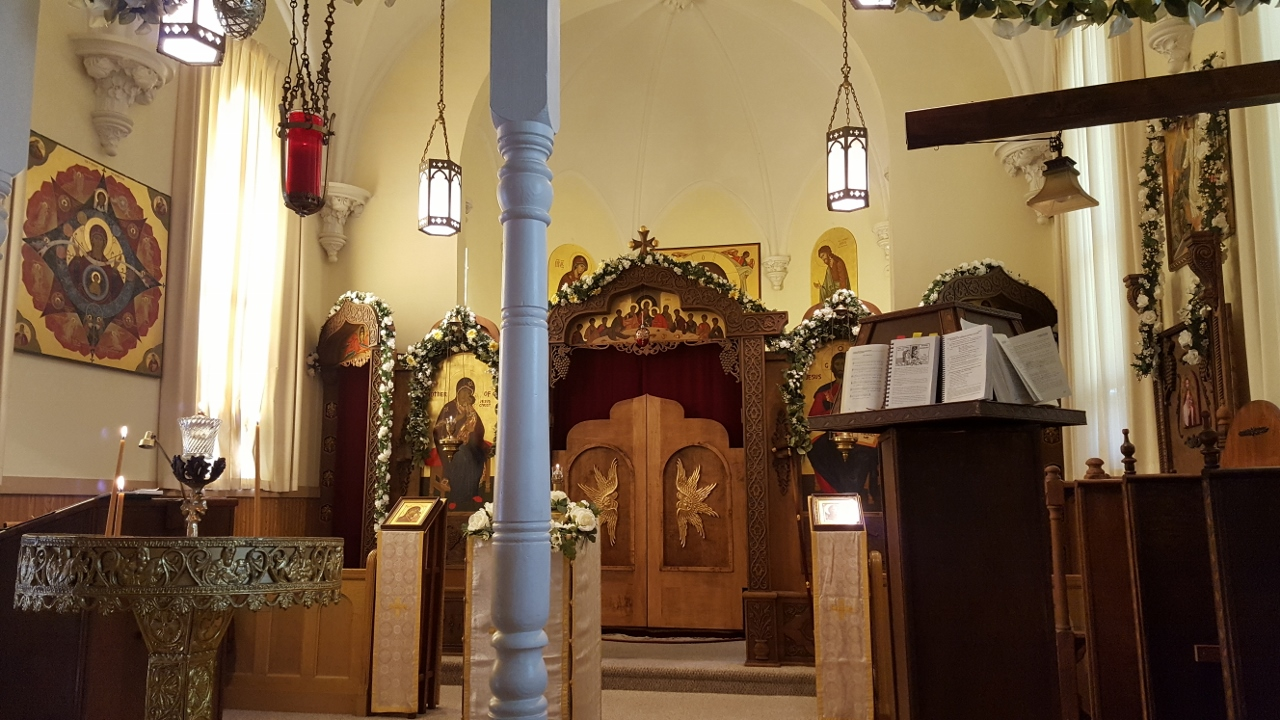
Capela în timpul Paștelui
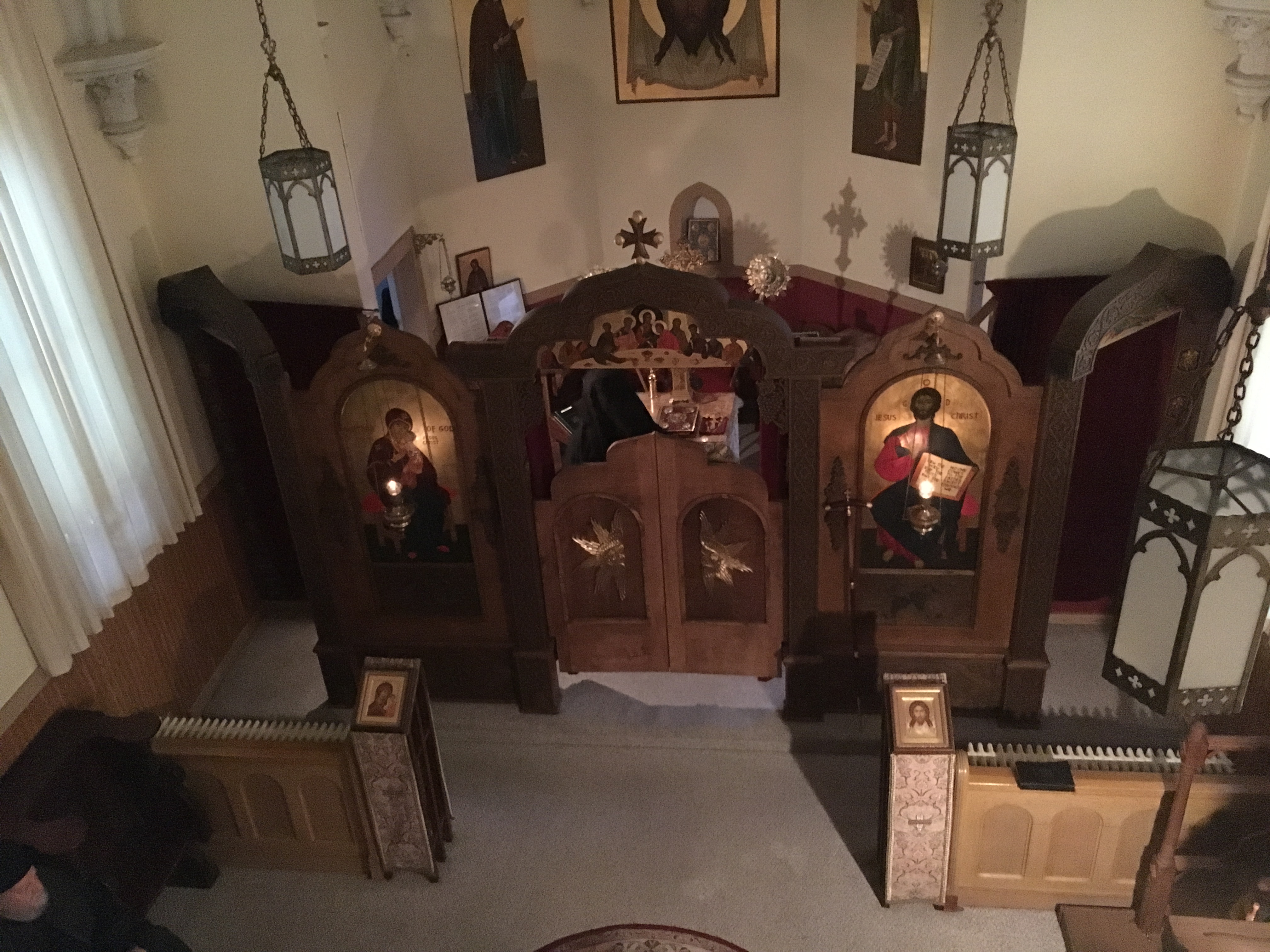
Capela în timpul Vecerniei
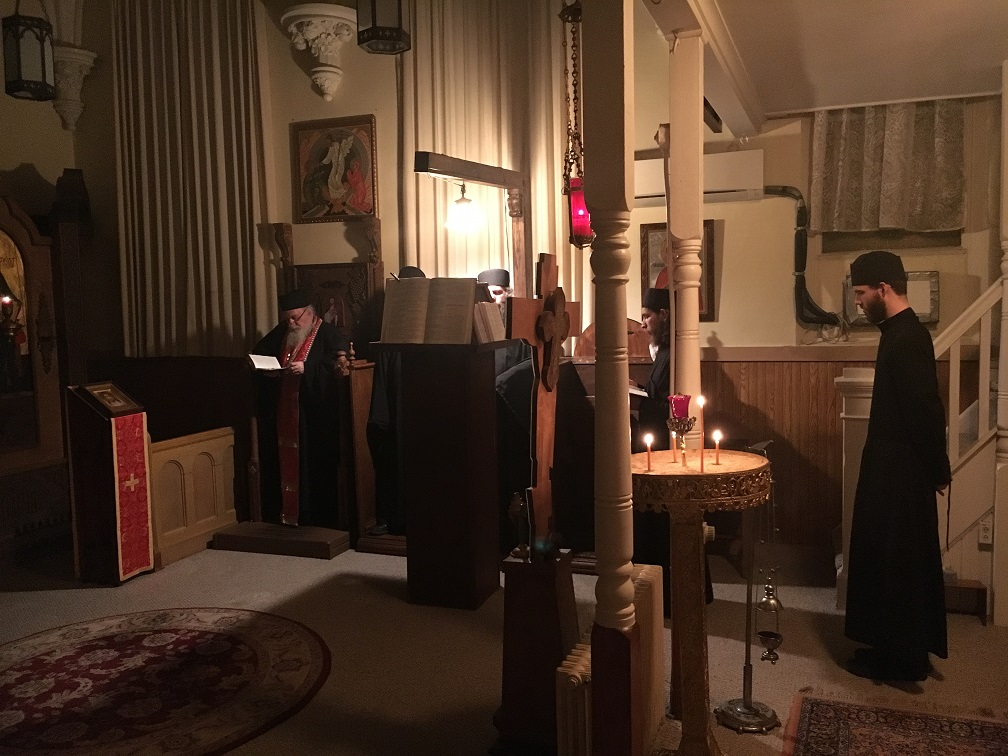
Călugări care se roagă
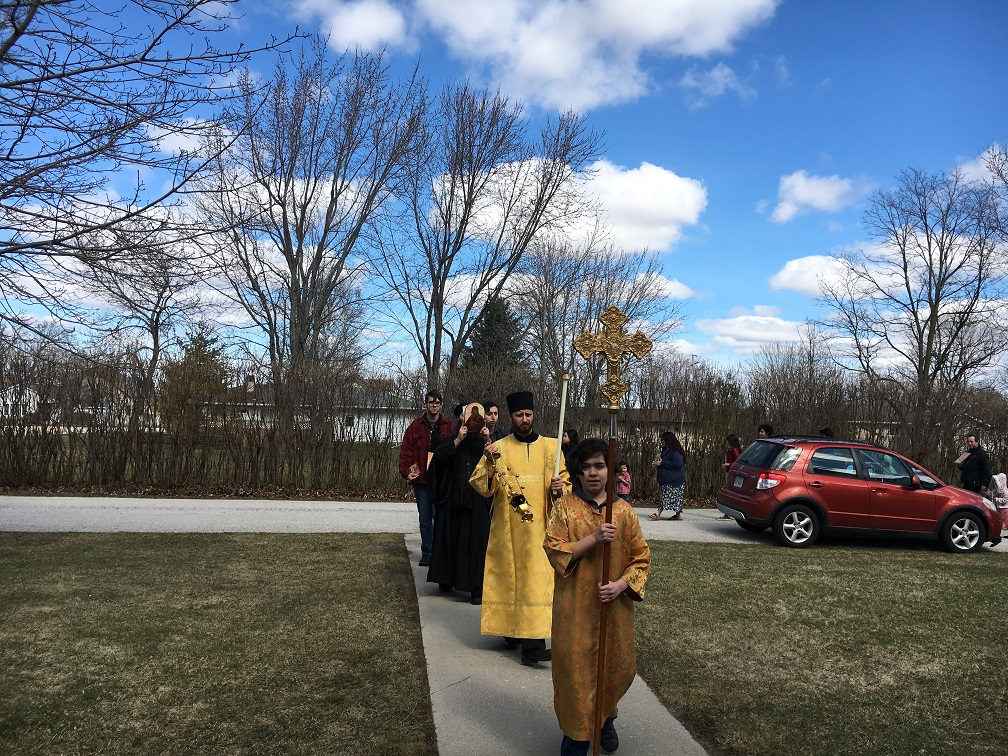
Procesiune de icoane în Duminica Floriilor
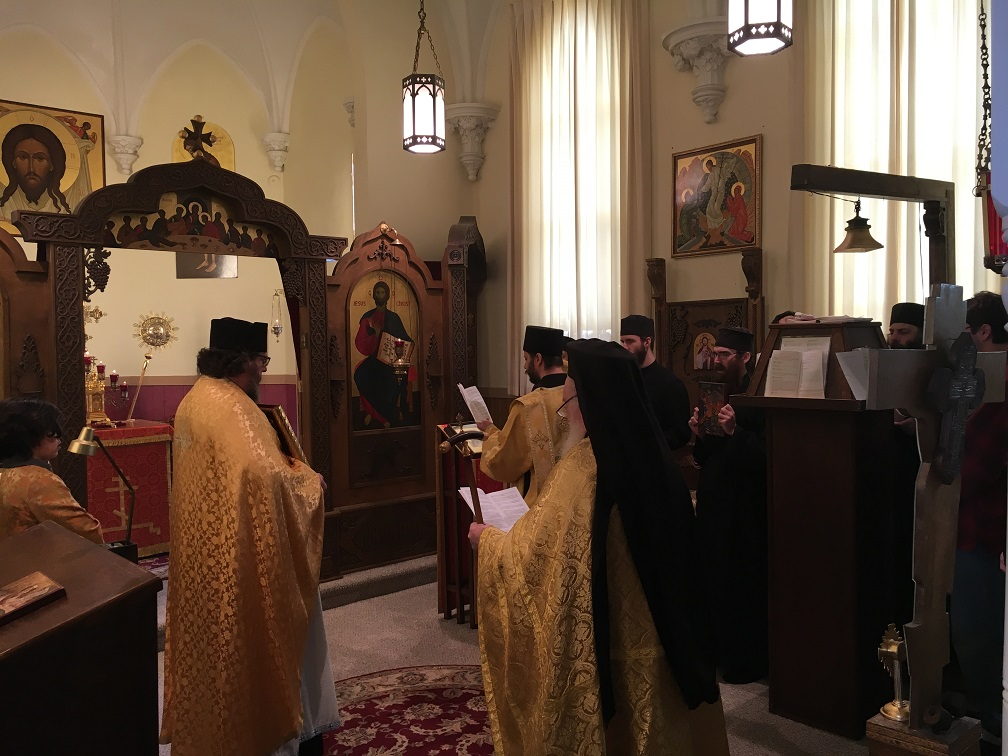
Sfânta Liturghie
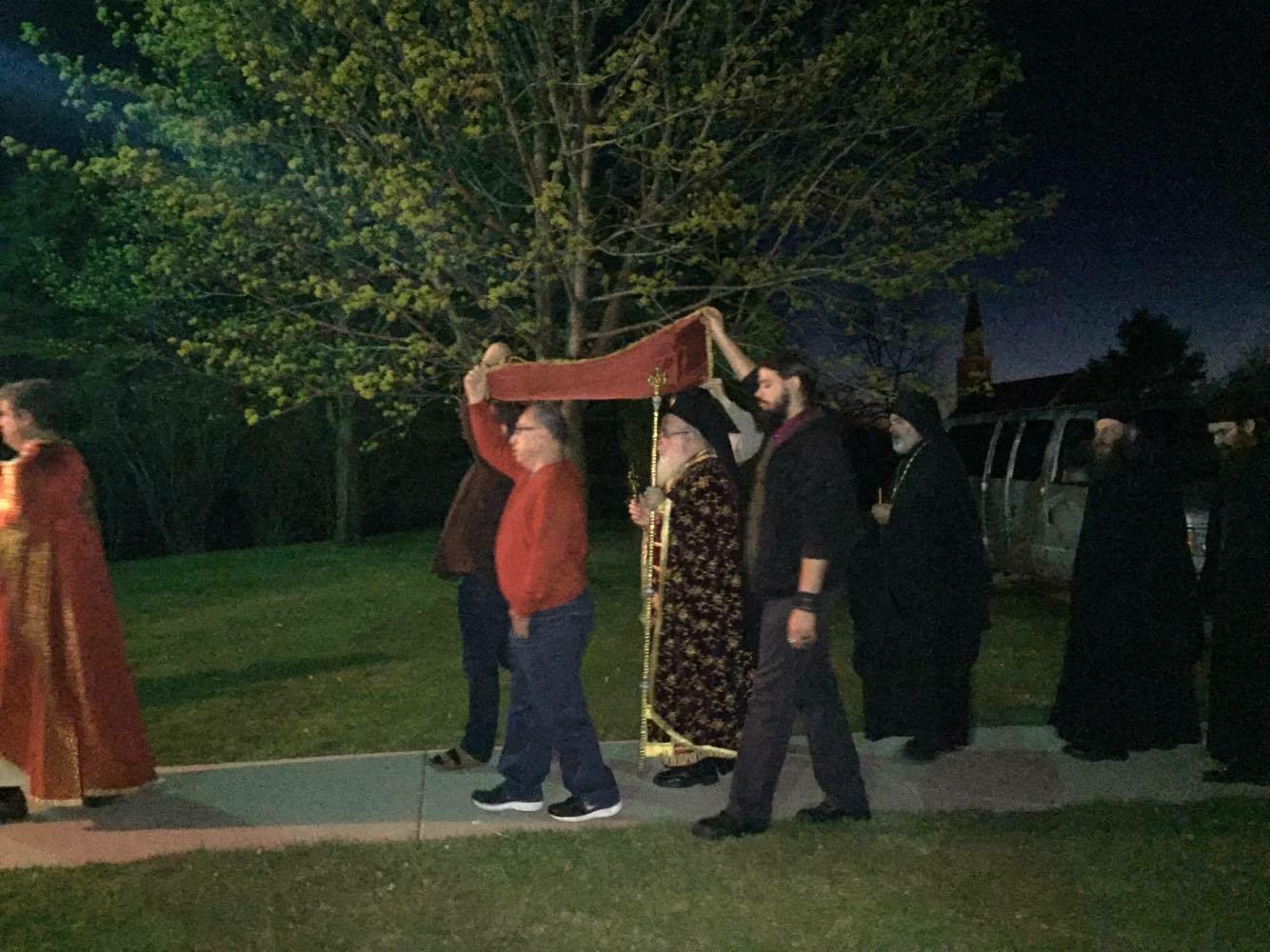
Procesiune în Vinerea Mare și Sfântă
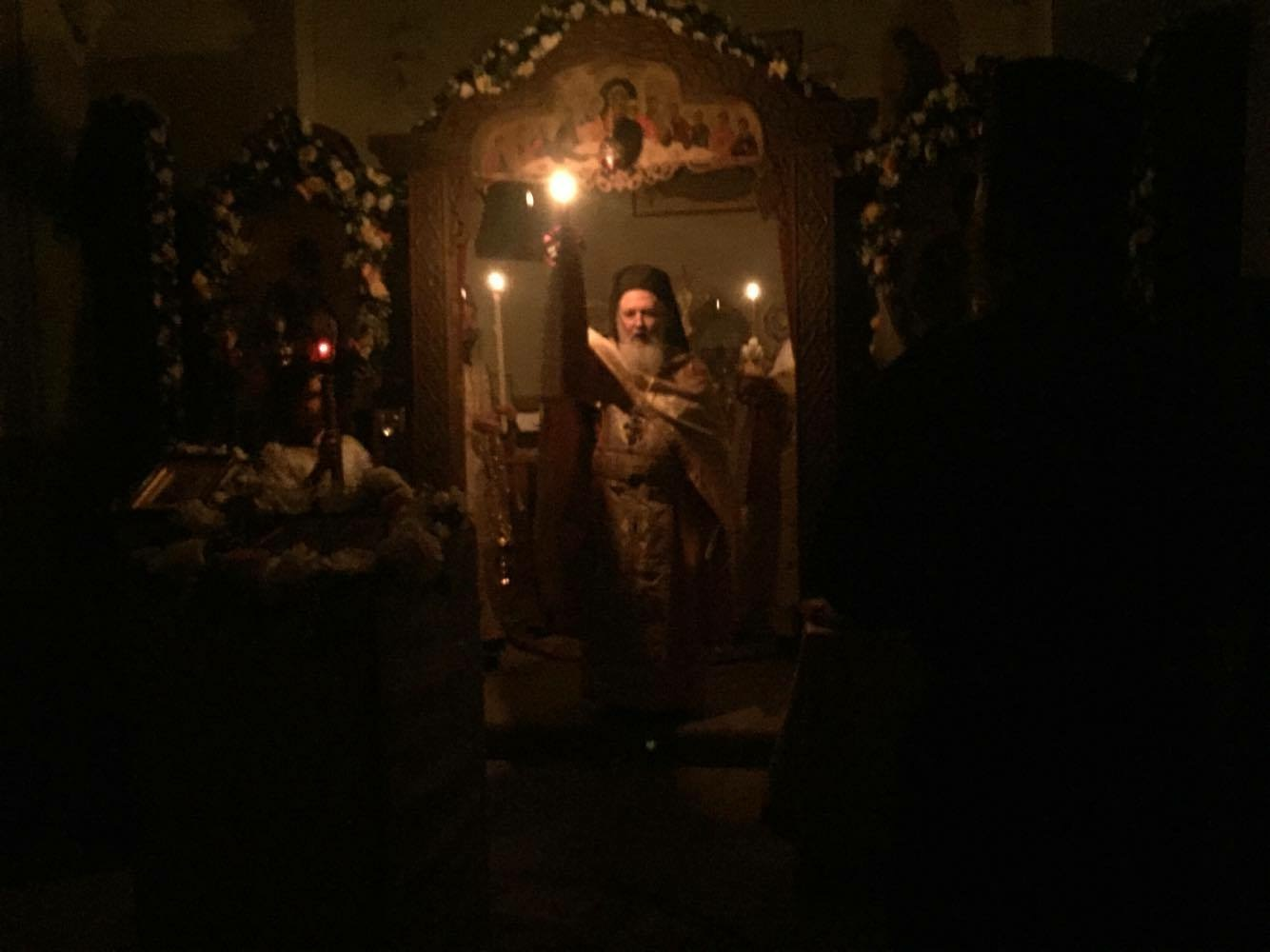
Paștele